# Erica Roby
Erica Roby ist eine US-amerikanische Schauspielerin und Produzentin. 
In den Jahren 2006 und 2007 arbeitete sie in verschiedenen Low-Budget-Horrorfilmen der amerikanischen Produktionsgesellschaft The Asylum mit. Hauptrollen spielte sie in den Filmen Exorcism: The Possession of Gail Bowers und Invasion of the Pod People.
Sie arbeitete an Serien, wie The Amazing Race (associate producer), Celebrity Rehab with Dr. Drew (story editior), Denise Richards: It's Complicated (story editior) und Shipwreck Men (story producer) mit.

## Filmografie
- 2006: Exorcism: The Possession of Gail Bowers
- 2006: Dracula’s Curse
- 2006: The 9/11 Commission Report
- 2006: Halloween Night
- 2007: 2012 Armageddon (The Apocalypse)
- 2007: The Hitchhiker
- 2007: Körperfresser 2 – Die Rückkehr (Invasion of the Pod People)